# Julio Alberto Ifrán
Julio Alberto Ifrán, alias Beto, (1 de enero de 1947, Victoria, Entre Ríos-10 de noviembre de 2010, Posadas, Misiones) fue un político y abogado argentino, que ocupó el cargo de Vicegobernador de Misiones entre el 10 de diciembre de 1995 y el 10 de diciembre de 1999.

## Carrera
Entre 1973 y 1976 se desempeñó como Concejal de la Ciudad de Posadas, por el Partido Justicialista (PJ), partido por el cual fue dos veces congresal provincial (1973-1976 y 1983-1985). Con el retorno de la democracia en 1983, fue elegido por primera vez Diputado provincial; fue nuevamente electo en 1987 y 1991, manteniéndose como tal hasta su elección como vicegobernador de Misiones. Paralelamente, entre 1985 y 1987 se desempeñó como asesor del bloque del PJ en la Cámara de Diputados de la Nación.
Fue vicegobernador en la segunda gestión de Ramón Puerta en 1995. Su esposa Mercedes Margarita Oviedo, ocupó el cargo de Ministra de Bienestar Social durante la gestión de Puerta, cargo en que se venía desempeñando designada por el gobernador anterior Julio César Humada en 1988.
Entre 1985 y 1999, desempeñó cargos en el PJ provincial primero como Vicepresidente Segundo Consejo Provincial (1985 a 1988) y luego como Vicepresidente Primero Consejo Provincial (1988 y 1999).
Fue además juez civil entre 2000 y 2007, designado por el mismo Puerta, en el juzgado de Primera Instancia Civil y Comercial N.º 6 en la Primera Circunscripción Judicial de Misiones. Renunció como tal para postularse nuevamente a la Cámara de Representantes por Unión Popular, partido fundado por Puerta.